# Auriac-sur-Dropt
 Auriac-sur-Dropt  es una población y comuna francesa, en la región de Aquitania, departamento de Lot y Garona, en el distrito de Marmande y cantón de Duras.

## Demografía
| 274 | 244 | 227 | 200 | 183 | 186 |
| Para los censos de 1962 a 1999 la población legal corresponde a la población sin duplicidades (Fuente: INSEE [Consultar]) |     |     |     |     |     |